# Kevin Brennan

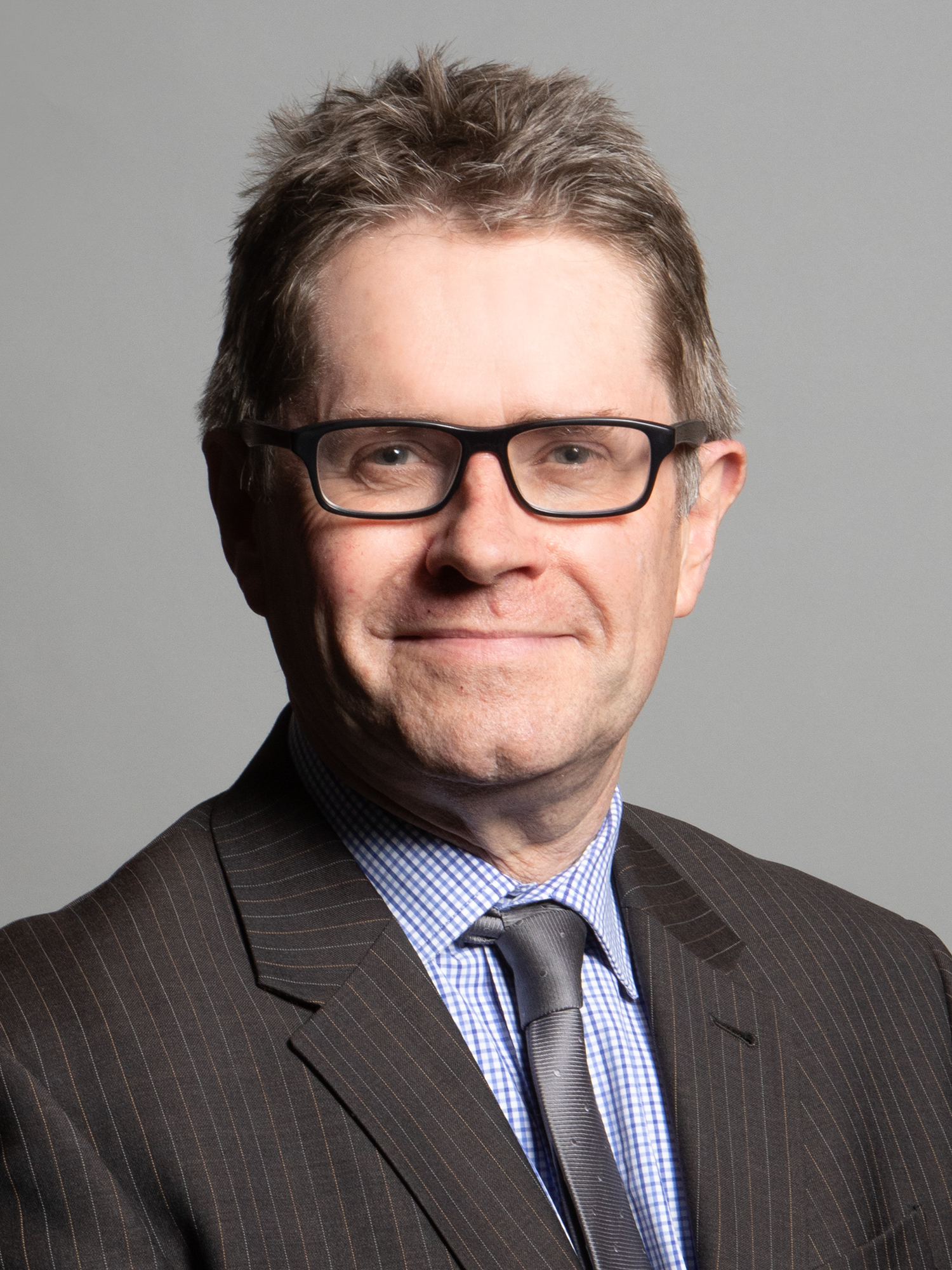
Kevin Brennan, 2020

Kevin Denis Brennan, Baron Brennan of Canton (geboren am 16. Oktober 1959 in Cwmbran, Gwent) ist ein walisischer Labour-Politiker. Er war von 2001 bis 2024 Abgeordneter für den Wahlkreis Cardiff West im Unterhaus des britischen Parlaments, von 2009 bis 2010 Minister of State im Department for Business, Innovation and Skills (BIS) und im Department for Children, Schools and Families. Brennan arbeitete von 2006 bis 2009 in verschiedenen Ministerien, so von 2006 bis 2009 im Treasury, im Cabinet Office und im Department for Children, Schools and Families. Als Oppositionspolitiker hatte er verschiedene Posten in Schattenkabinetten inne, so von 2010 bis 2020 als Shadow Minister for BIS, Education, und Digital, Culture, Media and Sport (DCMS). Seit 2025 ist er als Life Peer Mitglied des Oberhauses des britischen Parlaments.

## Kindheit, Jugend, Ausbildung und berufliche Laufbahn
Brennan wurde in Cwmbran in Südwales, als Sohn eines Stahlarbeiters und einer Mitarbeiterin einer Schulkantine geboren. Er besuchte die St Alban’s RC High School in Pontypool, anschließend das Pembroke College der Universität Oxford. Er machte 1982 den Abschluss im Studiengang Philosophy, Politics and Economics. Er wurde zum Präsidenten des Debattierklubs Oxford Union gewählt, wobei ihn William Hague unterstützte. Danach kehrte er nach Wales zurück und studierte am University College of Wales in Cardiff. 1985 machte er seinen Abschluss mit dem Erlangen einer Lehrerlaubnis (Postgraduate Certificate in Education) im Fach Geschichte. Er absolvierte 1992 noch den Master-Studiengang im Fach Bildungsmanagement an der University of Glamorgan (jetzt University of South Wales).
Ab 1982 arbeitete Brennan als Journalist bei der Cwmbran Community Press. Bevor er 1985 als Lehrer in der Radyr Comprehensive School eingestellt worden war, war er schon 1984 der Lehrergewerkschaft National Union of Teachers beigetreten. Er wurde Vorsitzender der Abteilung für Wirtschaft, 1984 endete seine dortige Tätigkeit. Von 1991 bis 2001 war Brennan Mitglied des Cardiff Council, er vertrat dort den Stimmbezirk Canton.

## Parlamentarische Laufbahn
Nachdem Rhodri Morgan das Abgeordnetenmandat zurückgegeben hatte, um sich auf sein neues Amt als First Minister of Wales zu konzentrieren, wurde Brennan Kandidat der Labour Party für den Unterhauswahlkreis Cardiff West. Er gewann die Unterhauswahl 2001 und wurde Abgeordneter im House of Commons.
Nach seiner Wiederwahl 2005 wurde Brennan von der Regierung von Tony Blair zur Assistant Government Whip ernannt. Im Juni 2007 machte ihn Blairs Nachfolger Gordon Brown zum Parliamentary Under-Secretary of State für Kinder, Jugendliche und Familien im neu gegründeten Department for Children, Schools and Families. Brennan trat damit an die Stelle von Parmjit Dhanda. Bei der Regierungsumbildung 2008 wurde Brennan in diesem Amt durch Lady Morgan ersetzt. Er wurde ins Cabinet Office versetzt, stieg aber 2009 auf und wurde Minister of State for Further Education, Skills, Apprenticeships and Consumer Affairs. In diesem Amt war er für das Department for Education und das Department for Business, Innovation and Skills zuständig.  Nach der Unterhauswahl 2010 behielt er zunächst diese Funktion, nunmehr jedoch im Schattenkabinett, bis Ed Miliband ihn zum Shadow Minister for Schools machte.
2010 war Brennan der erste Unterhausabgeordnete, der den Preis Social Media MP of the year award der British Computer Society (BCS) gewann.
Im September 2015 wurde Brennan von Jeremy Corbyn zum Shadow Minister for Trade, Investment, and Intellectual Property gemacht. Von diesem Amt trat er im Zusammenhang mit dem Misstrauensantrag in der Labour-Fraktion des Unterhauses vom 28. Juni 2016 zurück. Brennan unterstützte 2016 Owen Smith bei seinem Versuch, Jeremy Corbyn bei den Wahlen zur Führung der Labour Party zu ersetzen.
Bei der Unterhauswahl vom 12. Dezember 2019 wurde Brennan erneut als Abgeordneter für den Wahlkreis Cardiff West ins Unterhaus gewählt.
Brennan unterstützte Lisa Nandy bei der Vorstandswahl der Labour Parry 2020, die von Keir Starmer gewonnen wurde.
Zur Unterhauswahl 2024 trat Brennan nicht mehr an und schied aus dem House of Commons aus. Am 24. Januar 2025 wurde er als Baron Brennan of Canton, of Canton in the City of Cardiff, zum Life Peer erhoben und ist dadurch seither Mitglied des House of Lords.

### Allied Steel and Wire
Im Juli 2002 geriet der Stahlhersteller Allied Steel and Wire (ASW) in Konkurs, und vielen seiner Beschäftigten wurde mitgeteilt, dass sie aufgrund eines Fondsdefizits nicht die volle Betriebsrente erhalten würden. Brennan, der viele ehemalige Beschäftigte von Allied Steel & Wire zu seinen Wählern zählte, reichte im November im Unterhaus einen Antrag auf Entschädigung für die Beschäftigten ein und drohte damit, einen Änderungsantrag zum Rentengesetz einzureichen, falls die Regierung keine Hilfe anbieten würde. Nachdem Brennan seine Drohung wahr gemacht hatte, den Änderungsantrag einzureichen, berichtete die Zeitung The Independent, dass Tony Blair sich der „größten Hinterbänkler-Rebellion“ seiner Karriere gegenübersah. Letztendlich war Brennan erfolgreich. Laut BBC war er „maßgeblich daran beteiligt, der Regierung die Zusage zu entlocken, einen 400-Millionen-Pfund-Fonds zur Entschädigung von Arbeitnehmern einzurichten, die ihre Renten verloren haben, wenn Unternehmen in Konkurs gehen“.

### Der Spesenskandal
2009 geriet Brennan im Rahmen des Spesenskandals in die Kritik, weil er fragwürdige Ausgaben als Abgeordneten-Spesen geltend gemacht hatte, darunter einen Fernseher im Wert von 450 Pfund für seinen Londoner Zweitwohnsitz, der allerdings an das Haus seiner Familie in Cardiff geliefert wurde. Er beantragte Etagenbetten für seine Tochter, obwohl das Spesensystem ausschließlich Ausgaben für den persönlichen Gebrauch der Abgeordneten berücksichtigte. Brennan sagte, er habe bei Unternehmen in seinem Wahlkreis eingekauft, die Gegenstände seien jedoch für seinen Zweitwohnsitz bestimmt gewesen, und sprach von einer „Verleumdung ohne jede Grundlage“.

### Gitarren für Inhaftierte
Im Jahr 2014 führte Brennan zusammen mit dem Musiker Billy Bragg eine Kampagne zur Aufhebung des generellen Verbots des Zugangs von Häftlingen zu Gitarren. Unterstützt wurden sie bei ihrer Kampagne von Musikern wie Johnny Marr, David Gilmour und Richard Hawley. Brennan initiierte eine Debatte in der Westminster Hall zu diesem Thema, um die Regierung dazu zu bewegen, das Verbot aufzuheben. Er verwies dabei auf die Bedeutung und Wirksamkeit von Musik als Mittel zur Rehabilitation von Gefangenen. Die Regierung stimmte zu, und die Gefangenen haben nun Zugang zu den Instrumenten.

## Persönliches
Brennan ist seit 1988 mit Amy Lynn Wack verheiratet; das Paar hat eine Tochter. Brennan unterstützt den Cardiff City Football Club und das Rugby-Team Cardiff Blues. Er ist außerdem Mitglied der parlamentarischen Rockband MP4, die anderen Mitglieder sind seine Politikerkollegen Ian Cawsey, Pete Wishart und Greg Knight. Sie haben dazu beigetragen, über 1 Million Pfund für wohltätige Zwecke zu sammeln und ein Album und eine EP zu veröffentlichen. Derzeit sind sie die Hausband in der Fernsehsendung Unspun with Matt Forde. Im Jahr 2021 veröffentlichte Brennan sein erstes Soloalbum, ein Folk-Album mit dem Titel The Clown and the Cigarette.

### Friends of Jo Cox
Nach der Ermordung von Jo Cox, der Abgeordneten für den Wahlkreis Batley and Spen, stellte Brennan 2016 die Musikergruppe „Friends of Jo Cox“ zusammen, um eine Wohltätigkeitssingle aufzunehmen und Geld für die Jo Cox Foundation zu sammeln, die zu ihrem Gedenken gegründet worden war. Zu den „Friends of Jo Cox“ gehörten die parlamentarische Rockband MP4, der Chor des Unterhauses, Abgeordnete anderer Parteien und eine Gruppe von Musikern wie David Gray, KT Tunstall, Ricky Wilson und Steve Harley. Der Song war eine Coverversion von „You Can’t Always Get What You Want“ von den Rolling Stones, wobei die Rolling Stones auf ihre Tantiemen zugunsten der Jo Cox Foundation verzichteten. Die Single schaffte es in die iTunes Top 10 und verpasste vor dem ersten Weihnachtsfeiertag nur knapp die Top 100 der britischen Singles-Charts. Mit der Single wurden mehr als 35.000 Pfund gesammelt.